# Achterglasschildering

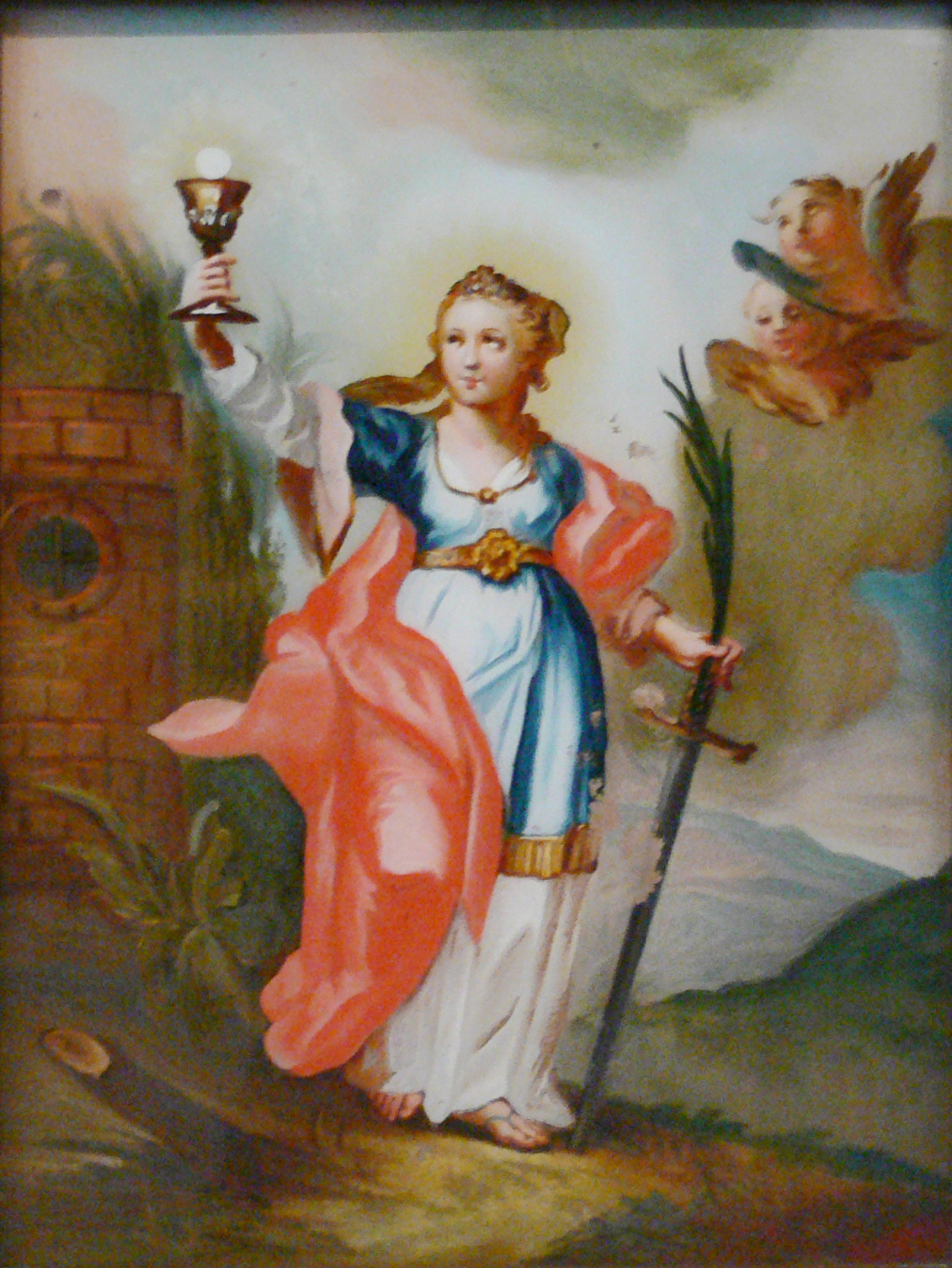
Achterglasschilderij "H. Barbara" (tweede helft 18de eeuw) in het Museum für Volkskultur te Waldenbuch

Achterglasschildering is een  uiterst broze schildertechniek waarbij direct op glas wordt geschilderd. Als het schilderij gereed is, wordt het geheel omgekeerd zodat men door het glas naar de afbeelding kijkt. De techniek heeft als voordeel, dat de achtergrond (bijvoorbeeld een landschap) als laatste kan worden geschilderd, als het ware over de voorgrond heen. De voorgrond hoeft dus niet eerst gedoodverfd te worden, zoals bij het schilderen op doek of op paneel.
Een achterglasschilderij geeft een (letterlijk) platte afbeelding. Het geeft hierdoor de indruk een tekening, of een foto van een schilderij te zijn.
Door de breekbaarheid ervan zijn er weinig werken bewaard gebleven.
In het Frans staat de techniek bekend als (verre) églomisé, naar Jean-Baptiste Glomy (1711-1786), die het vooral toepaste met bladgoud als achtergrond.

## Geschiedenis
De techniek is al bekend vanuit de Klassieke oudheid, en kende een eerste bloeitijd in religieuze werken in het middeleeuwse Europa.
Cennino Cennini (ca. 1360-1427) beschreef deze methode in zijn Handboek van de kunstenaar.
Via handelsroutes waaierde de techniek uit naar Azië.
In de 20e eeuw maakten leden van Der Blaue Reiter, zoals Franz Marc en de Duits-Nederlandse Heinrich Campendonk, ook achterglasschilderijen.

### België
In België waren Oostende en later Antwerpen de centra waar deze techniek een grote verspreiding kende. Hierbij springen namen naar voor zoals de Oostendse maritieme schilders Wenzeslaus Wieden (1769-1814), François Mesure (1772-1860), Petrus Nefors (1790-1876) en Petrus Weyts (1799-1855). Deze laatste verhuisde in 1838 naar Antwerpen en zette daar, samen met zijn broer en kinderen, deze traditie verder.
Ook Floris Jespers maakte vele achterglasschilderijen, vooral met clowns als onderwerp.

### China
De eerste vermeldingen komen voor in de inventarissen van giften van Europese monarchen aan keizer Qianlong in het begin van de 18e eeuw (toen het vlak glas nog onbekend was in China). Via het Kantonsysteem kwam er een uitwisseling van achterglasschilderijen op gang tussen Europa en China. die duurde tot aan de opiumoorlogen in het midden van de 18e eeuw. Daarna werd het een louter Chinese aangelegenheid.

### Japan
In de Edoperiode (1603-1868) kwam - via China - deze glaskunstvorm naar Japan. Vanaf het midden van de 19e eeuw maakten Japanse kunstenaars kleurrijke achterglasschilderijen met Japanse motieven.

## Methode
- Maak een tekening of afbeelding
- leg de glasplaat er over en schilder van de contouren
- Eerst de details en de schaduwpartijen invullen.
- Uiteindelijk de achtergrond eroverheen schilderen.

## Lijst van werken
- Het Museum aan de Stroom (MAS) in Antwerpen bevat een belangrijke verzameling van maritieme achterglasschilderijen.
- In de Sint-Annakapel in de Sint-Leonarduskerk (Zoutleeuw) is een achterglasschildering aanwezig:  'Lanssteek van Longinus', uit het midden van de 16e eeuw. Op de zijpanelen zijn de overledenen afgebeeld. Het wordt het memento Van Strijroeij genoemd.[3]
- Buitenscene, Muziek, Poëzie, c. 1760, 80 × 51,3 cm, Rijksmuseum, Amsterdam
- Fazanten en pioenrozen, c. 1750, 80 x 60 cm, Chinees paviljoen van het Koninklijk domein Drottningholm, Stockholm
- Supercargo John Pike, c.1743, 104 × 62 cm, Scheepvaartmuseum (Stockholm)
- Twee vrouwen in een interieur, c. 1790, 39 × 52,5 cm, American Museum and Gardens, Claverton (Bath).
- Vrouw met Parasol aan de rivieroever, Meiji Era, Hamamatsu stedelijk kunstmuseum

## Galerij

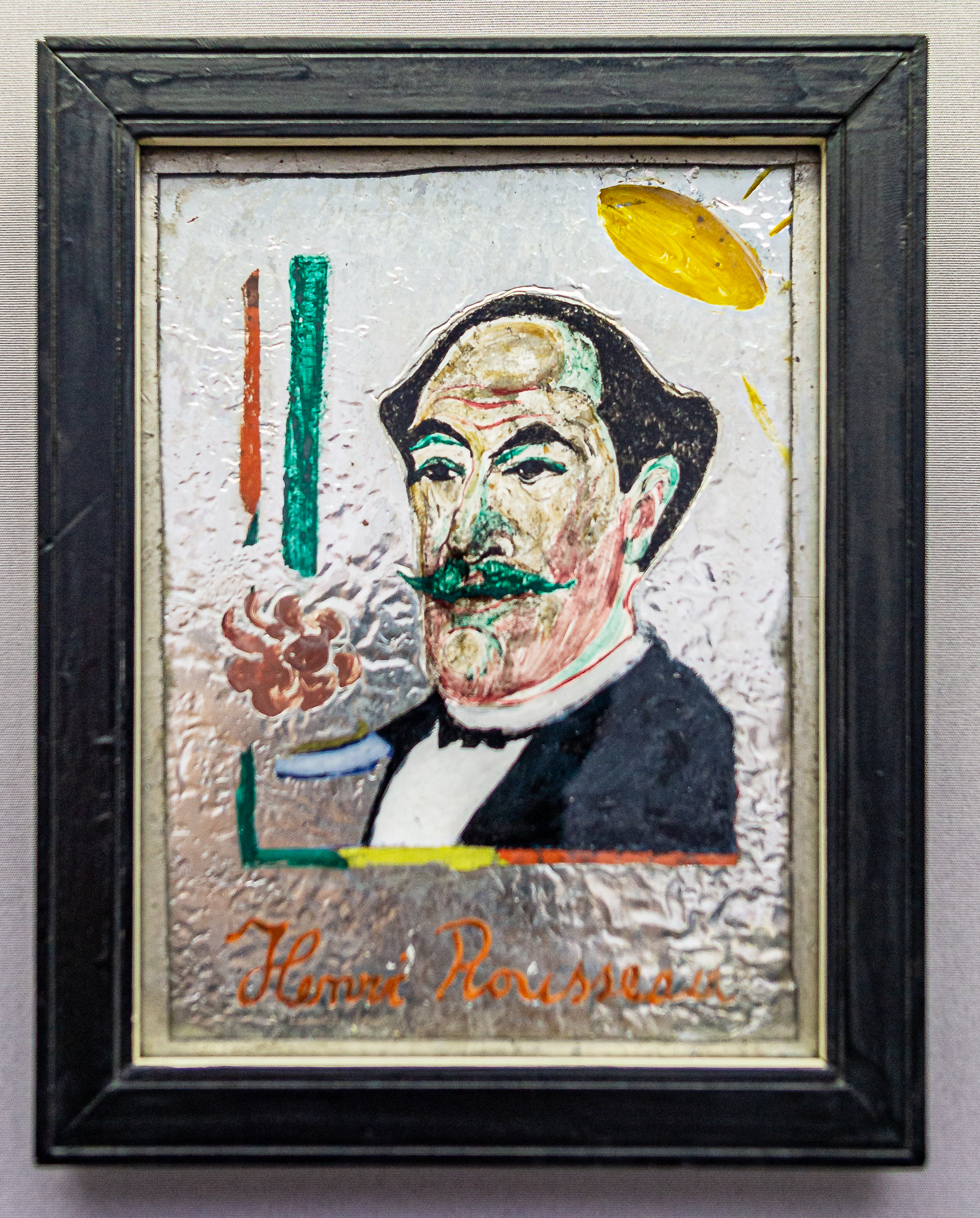
Portret van Henri Rousseau, achterglasschilderij (1911) door Franz Marc, München, Städtische Galerie im Lenbachhaus
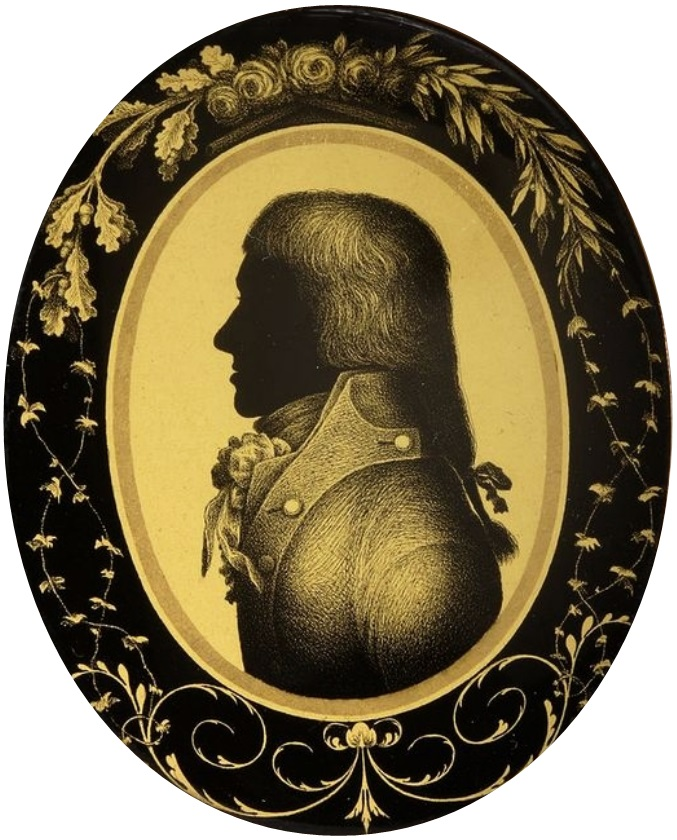
Frans profiel van een man met de initialen R.R.I of J., verre églomisé (ca. 1800), Nationaal Museum van Warschau
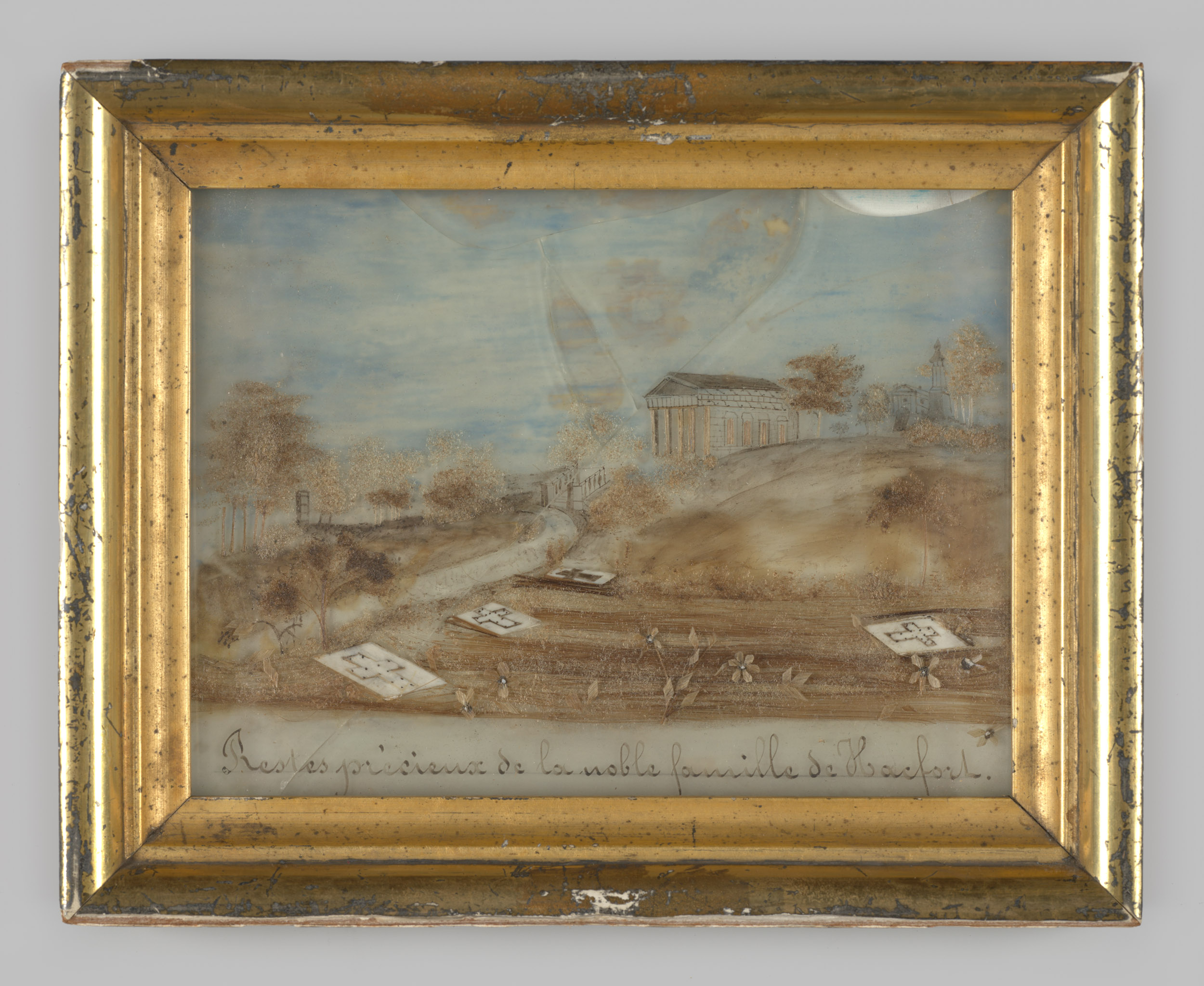
Anoniem - Achterglasschildering van een begraafplaats en tempel,tussen 1875 en 1899, Collectie Geldersch Landschap en Kasteelen (kasteel Cannenburch)